# Baaigem
Baaigem is een dorp in de Belgische provincie Oost-Vlaanderen en een deelgemeente van Gavere, het was een zelfstandige gemeente tot aan de gemeentelijke herindeling van 1977. Baaigem is naar inwoners gemeten de kleinste deelgemeente van Gavere.

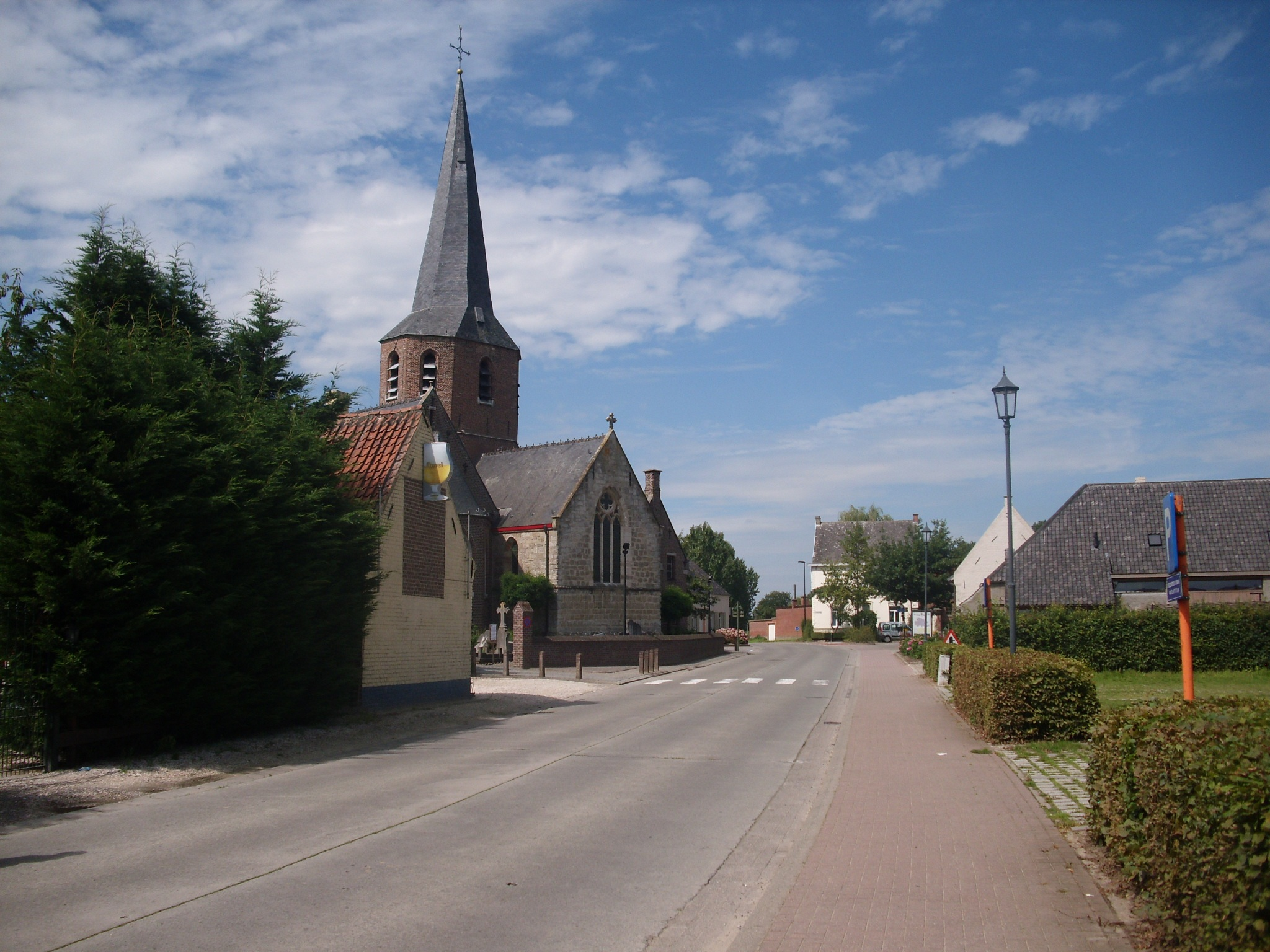
Centrum van Baaigem

## Geschiedenis
Baaigem was in de middeleeuwen gekend als villa Badingahem of Badengem wat zoveel betekent als de woning van Badu. Het werd voor het eerst vermeld in de 1e helft van de 11e eeuw. Het patronaatsrecht van de kerk kwam in 1096 aan de latere Sint-Adriaansabdij, die in dit jaar van Dikkelvenne naar Geraardsbergen verhuisde. In 1147 kwam het patronaatsrecht aan de Abdij van Anchin. In de 13e eeuw werden de heren van Gavere eigenaar van deze dorpsheerlijkheid.
In de jaren '30 van de 20e eeuw werden er op het grondgebied een aantal bunkers gebouwd die onderdeel waren van een verdedigingslinie om Gent.
Baaigem was een zelfstandige gemeente tot eind 1976. In 1977 werd Baaigem een deelgemeente van Gavere.

## Demografische ontwikkeling
- Bronnen:NIS, Opm:1831 tot en met 1970=volkstellingen; 1976 = inwoneraantal op 31 december

## Bezienswaardigheden
- de Sint-Bavokerk, voor het eerst vermeld in 1019-1030
- de Prinsenmolen

## Natuur en landschap
Baaigem ligt op de grens van zandig en lemig Vlaanderen. De hoogte bedraagt 30-55 meter. Ten noorden van de kern liggen de Makegemse bossen.

## Politiek
Baaigem had een eigen gemeentebestuur en burgemeester tot de fusie van 1977. Burgemeesters waren:
- Benedictus Van Durme
- Johannes Franciscus Backaert
- Eugène Van Hecke
- François Van Hecke
- ?-1976 : Gaston De Witte

## Bekende personen
Jan Briers (1953), politicus

## Nabijgelegen kernen
Dikkelvenne,Gavere, Vurste, Munte, Beerlegem, Dikkele